# Свобода совісті
Свобо́да со́вісті — природне право на умови, за яких можливе вільне самовизначення особистості у світоглядній сфері буття, її духовне становлення, розвиток, самоактуалізація. За своїм змістом поняття «свобода совісті» багатоаспектне, ширше ніж «свобода віросповідання». Його сутнісне навантаження нерідко визначається в залежності від предметного поля дослідження: філософія, етика (філософсько-етичне), політологія, право (політико-правове), релігієзнавство, теологія (релігієзнавче, теологічне).

## Історія
Фома Аквінський виділив чотири типи законів:
- вічний закон (lex aeterna);
- природний закон (lex naturalis);
- людський закон (lex humana);
- божественний закон (lex divina).

Вічний закон — джерело всіх інших законів, загальний закон світопорядку, що визначає перебіг всіх процесів природних і суспільних.
Природний закон — безпосередній прояв вічного закону. Згідно з природним законом людина, і вся природа рухаються до свого природного призначення. Людина за своєю природою наділена здатністю розрізняти добро і зло, схильна до дій в ім'я суспільного блага. Фома Аквінський стверджував, що у сфері практичної поведінки людина діє через природний закон, що визначає порядок взаємин людей в суспільстві.
Людський закон — закон, що забезпечується примусовими санкціями для його виконання. Досконалі і добродійні люди можуть обходитися і без людського закону, для них достатньо природного закону.
Божественний закон — закон (правила сповідання), даний людям в божественному одкровенні.

### Термін «свобода совісті»
В українській мові термін «свобода совісті» не зовсім адекватно передає сенс природного закону. В англійській мові «Свобода совісті» звучить як «liberty of conscience», тобто свобода усвідомлення, пізнання Бога, вічного закону.
Згідно з етимологічним словником Фасмера слово «совість» тотожне слову «відати», тобто «звістка», знання. Свобода совісті — природне право, дане людині від народження пізнавати вічний закон.

### Реформація
Початок Реформації поклав виступ в 1517 у Німеччині Мартіна Лютера. Ідеологи Реформації висунули тези, якими фактично заперечувалася необхідність католицької церкви з її ієрархією і духівництвом взагалі. Оскільки вічний закон і природний закон не написані людиною, то для пізнання (усвідомлення, conscience) вічного закону посередник у вигляді церкви, або священика не потрібний.

### Білль про права
Білль про права 1689 року став продовженням ідей Фоми Аквінського про розділення природних прав людини і людських законів. Білль визнавав за особою права: мати власні думку та переконання; слідувати своїм переконанням, не зважаючи, що радять оточуючі і так далі.

### Декларація прав людини і громадянина
У Франції принцип свободи совісті був уперше проголошений в статті 10 Декларації прав людини і громадянина (1789 р.), у якій мова йде про те, що «ніхто не може переслідуватися за свої переконання, навіть релігійні, за умови, що їх обнародування не загрожує громадському порядку». У Конституції була проголошена «свобода релігійних культів» (вересень 1791 р.). Французький Цивільний кодекс 1804 року — кодекс Наполеона, взагалі не розглядає релігійних питань, демонструючи таким чином, що держава у своїх фундаментальних основах є світською.

### Декларація незалежності США 1776
Білль про права 1689 року став основою для Декларації прав Вірджинії 1776 року, що проголосила: «Всі люди за природою є в рівній мірі вільними і незалежними і володіють певними природженими правами, яких вони — при вступі до суспільного стану — не можуть позбавити себе і своїх нащадків якою-небудь угодою, а саме: правом на життя і свободу із засобами придбання і володіння власністю, правом на прагнення на щастя і безпеці і їх придбання».
Ідеї Декларації прав Вірджинії були розвинуті в Декларації незалежності США 1776 року, яка проголошувала: «Ми виходимо з тієї очевидної істини, що всі люди створені рівними і наділені Творцем певними невідчужуваними правами, до числа яких відносяться життя, свобода, прагнення до щастя. Для забезпечення цих прав людьми засновуються держави, які черпають свої законні повноваження у згоді керованих».
Тобто на першому місці людина з його природними правами, на другому місці держава, що забезпечує виконання природних прав громадянина.
Конституція США 1787 року не містила переліку невідчужуваних прав, оскільки засновники виходили з того, що права, які природно належать людині, не потребують підтвердження в тексті основного Закону. Їх перерахування могло бути сприйняте як вичерпний перелік прав і свобод, що могло привести до утиску прав, які не увійшли до переліку. Відсутність в конституції переліку федерально закріплених прав і свобод, викликало критику цього документа. Новообраному конгресу США в 1789 році були запропоновані проекти поправок, що містять положення про політичні і особисті права. Десять перших поправок до конституції, що склали федеральний Білль про права, були ратифіковані до кінця 1791 року. Були прийняті поправки, що передубачали свободу віросповідань, свободу слова і друку, право народу мирно збиратися і звертатися до уряду з петиціями, недоторканність особи, житла, паперів і майна та інші права.

### Загальна декларація прав людини
Загальна декларація прав людини була прийнята на третій сесії Генеральної Асамблеї ООН резолюцією 217 А (III) від 10 грудня 1948 року, визначаючи найбазовіші права людини.
у статті 18 сказано: «Кожна людина має право на свободу думки, совісті й релігії; це право включає свободу змінювати свою релігію або переконання і свободу сповідувати свою релігію або переконання як одноособово, так і разом з іншими, прилюдним або приватним порядком в ученні, богослужінні і виконанні релігійних та ритуальних обрядів.»

## Сьогодення
У Франції діє принцип невизнання державою жодної з релігій.
Свобода совісті починається з визнання права на «внутрішні переконання»: нікого не можна зобов'язати обнародувати свої релігійні або філософські переконання. Наприклад, згадка про релігійну приналежність при переписі населення є забороненою.
Свобода совісті припускає і свободу атеїзму, а також можливість індиферентизму, змішування різних вірувань, ухвалення старих і визнаних нових культів. Але якщо, з одного боку, ніхто нікого не повинен примушувати до обнародування релігійних поглядів, то, з іншого боку, нікому не заборонено робити це за власним бажанням. В той же час закон захищає державних чиновників: у всіх адміністративних документах заборонені посилання на їхні релігійні або філософські переконання.
Французьке право ставить всі культи, сучасні, а також ті, які з'являться в майбутньому, в положення юридичної рівності.

## Свобода совісті і відділення церкви від держави
Зв'язок між свободою совісті й відділенням церкви від держави, мабуть, неоднозначний. З одного боку, існує позитивна кореляція між відділенням церкви від держави і забезпеченням в цій державі свободи совісті.
Наприклад, шаріат включає норми і правові, і релігійні: у 2006 році шаріатський суд Афганістану засудив до страти мусульманина, що змінив релігію. З іншого боку, відокремлення церкви від держави не гарантує свободи совісті, а невідокремлення її не виключає: відомі країни з державною церквою (наприклад, Велика Британія і більшість інших монархійних держав Європи) забезпечують своїм підданим право сповідати релігію за вибором або не сповідати жодної. Навпаки, у деяких державах з відокремленою церквою (усі комуністичні, Ірак за Саддама Хусейна) адепти багатьох релігій (за комуністів — усі віруючі, за Саддама Хусейна — шиїти) піддавалися дискримінації.
Відокремлення церкви від держави відбувалося: в Росії — 1918 році, Франції — ратифіковано в 1905 році. Колумбія — 1853 рік. США — 1787 рік.